# 张日瑶
张日瑶，广东顺德人，是一名清朝政治人物。
张日瑶曾于1816年接替甘蕴纯任福建永安县知县一职，1817由杨蔚然接任。